# Fikh
Fikh (Arabisch: فقه, fiqh) of plichtenleer wordt binnen de islam gezien als de jurisprudentie van de sharia. Letterlijk betekent dit het goede inzicht in iets hebben, het weten en het begrijpen van wat iets betekent. Fikh gaat zowel over islamitische rituelen als over het islamitisch recht. Binnen de verschillende rechtsscholen, madhhabs, kunnen verschillende ideeën over hetzelfde punt bestaan. Een islamitisch rechtsgeleerde of jurist is een fakih (mv. fukaha).

## De vier bronnen van het islamitische recht
De vier soennitische rechtsscholen (madhahib, enk. madhhab) maken gebruik van vier rechtsbronnen 
(اصول الفقه, oesoel al-fikh).
1. De Koran; de Koran is voor de moslims het geopenbaarde woord van God en daarom de eerste bron voor het islamitisch recht. De Koran is echter geen wetboek. Slechts 500 van de 6219 versregels (acht procent) bevatten juridische elementen. De meeste daarvan hebben betrekking op rituelen en aanbidding; ongeveer 80 versregels hebben een juridisch karakter in bredere zin. Niet-juridische verzen kunnen echter als ondersteuning bij de interpretatie van de juridische teksten dienen. In de Koran is een aantal ethische basiswaarden voor het menselijk handelen geformuleerd, waaronder medelijden, eerlijkheid en goede trouw bij handelsactiviteiten, integriteit en onkreukbaarheid in de rechtspraak. Met uitzondering van een klein aantal met naam genoemde ernstige misdrijven (de hoedoed, waaronder overspel, gokken, heffen van rente en diefstal) zijn in de Koran geen strafbare feiten vastgelegd. Vandaar dat voor het formuleren van een rechtstelsel een tweede bron noodzakelijk was.
2. De soenna; het voornaamste deel van de islamitische jurisprudentie is afkomstig uit de soenna, de voorbeelden en de uitspraken van profeet Mohammed.
3. Qiyas (analogie) is het afleiden van regels voor situaties die niet in de Koran en de soenna worden beschreven naar analogie van vergelijkbare situaties die wel beschreven zijn. Zo is het verbod op andere alcoholische dranken dan wijn afgeleid uit het koranische verbod op het drinken van wijn, omdat ze net als wijn een roes veroorzaken die rationeel handelen onmogelijk maakt. In het verlengde daarvan is ook het gebruik van verdovende middelen verboden omdat ze dezelfde uitwerking als alcohol hebben. In de loop van de tijd werd qiyas een term om te verwijzen naar uitspraken en fatwa's van eerdere juristen waarop een rechter zich bij zijn oordeel baseerde. Er bestaat grote terughoudendheid om analoge redeneringen te gebruiken bij het vaststellen van straffen op het niet-naleven van het islamitische recht.
4. Idjma of Ijma (الإجماع, consensus van rechtsgeleerden) is een vierde bron van rechtspraak, maar uitsluitend waar de eerste drie bronnen geen uitsluitsel bieden. Dit gaat terug op een uitspraak van Mohammed, waarin hij aangaf dat zijn gemeenschap nooit unaniem in dwaling zou kunnen verkeren. Men stuit hier op de vraag of een werkelijke consensus ooit bereikt kan worden. In de praktijk kwam het vaak neer op het meerderheidsstandpunt van een aantal rechtsgeleerden binnen een bepaalde gemeenschap. Na het bereiken van consensus over een bepaald rechtsvraagstuk geldt de conclusie volgens de orthodoxe leer als voor eeuwig vastgesteld. Dat heeft tot een stabilisering van de sharia geleid, maar wordt door sommige rechtsgeleerden ook als verstarrend ervaren.

## Aanvullende principes
Daarnaast gebruiken sommige rechtsscholen nog een aantal aanvullende principes op de bovengenoemde vier bronnen. Het maakt het islamitisch recht daardoor doorgaans vrij flexibel.
Enkele daarvan zijn:
- Urf  (lokaal gewoonterecht) (عرف, urf of عادة, ādah) is in de sharia geïncorporeerd en met behulp van idjma gelegitimeerd, voor zover lokale, voorislamitische gebruiken en rechtsregels niet in strijd waren met de vier bronnen. Dit gebeurde voornamelijk in de expansiefase van de islam. Men zou kunnen zeggen dat de overname van het Medinische gewoonterecht, voor zover niet afgekeurd door de profeet, hiervoor de toon gezet heeft. Doordat lokale gewoonten in de gebieden waarnaar de islam zich verspreidde op grote schaal werden gehandhaafd, zijn er in de loop van de tijd aanzienlijke lokale verschillen in de sharia ontstaan.
- Idjtihad (zelfstandige interpretatie, of - populair uitgedrukt - je gezonde verstand gebruiken)(اجتهاد, idjtihād) is een methode die in de eerste twee eeuwen van de islamitische jaartelling veel invloed op de sharia heeft gehad bij het formuleren van rechtsregels voor situaties die niet in de Koran of de hadiethliteratuur voorkwamen. Toen aan het einde van de negende eeuw de sharia tot wasdom was gekomen zijn de 'poorten van de idjtihad' gesloten verklaard. Alleen door sjiieten wordt deze methode nog toegepast, al worden aan de betreffende rechtsgeleerden hoge eisen gesteld. In de loop van de twintigste eeuw werd door hervormingsbewegingen (bijvoorbeeld het salafisme, maar ook door vrijzinnige moslims - hoewel met tegengestelde bedoelingen) echter het heropenen van de poorten van de idjtihad bepleit en soms wordt idjtihad ook daadwerkelijk toegepast.
- Ibaha (toelaatbaarheid) wordt voornamelijk door hanbalieten toegepast. Handelingen die niet in strijd zijn met de Koran of de soenna worden geacht toegestaan te zijn. Zo kan een vrouw bijvoorbeeld in de huwelijkse voorwaarden laten opnemen dat haar man niet met meer vrouwen mag trouwen.
- ad-daroera (overmacht) is gebaseerd op de analogie van Soera De Koe 239. Hier wordt aangegeven dat in bepaalde situaties het gebed lopend of rijdend verricht mag worden.

## De vijf categorieën van belonen en straffen
In klassieke traktaten wordt de fikh gesplitst in vijf categorieën:
1. wat verplicht is (wajib of fard). Men wordt gestraft bij verwaarlozing. Dit wordt opgesplitst in tweeën: voor het individu (zoals de vijf zuilen) en voor de gemeenschap (zoals de aanwezigheid bij een begrafenis)
2. wat aanbevolen is (mandub, masnun, mustahabb, soennah). Men wordt niet gestraft bij het nalaten, maar wel beloond in het hiernamaals. Hierbij kan men denken aan vrijwillige aalmoezen geven of extra gebeden verrichten.
3. wat neutraal is (mubah, jaiz, halal). Men wordt voor deze handelingen niet gestraft, maar ook niet beloond.
4. wat afkeurenswaardig is (makruh). Men wordt niet gestraft bij het doen van deze handelingen, maar voor het nalaten wordt men beloond.
5. wat verboden is (haram, mahzur). Men wordt gestraft bij deze handelingen en voor het nalaten wordt men beloond. In tegenstelling tot de andere categorieën hoort bij veel van deze daden een straf volgens islamitisch recht. Hierbij kan men denken aan verboden seksueel gedrag. Belonen voor onthouding hiervan gebeurt in het Paradijs.

## Nieuwe inzichten en interpretaties
Omdat de sharia en de fikh niet, zoals de Koran, tijdens Mohammeds leven geopenbaard zijn, kunnen deze in principe niet dwingend en onveranderbaar zijn. Het is geen goddelijke wet, maar gevormd op basis van latere inzichten.
De deuren van de interpretatie werden aan het einde van de 10e eeuw reeds gesloten door de rechtsgeleerden. Alle belangrijke juridische zaken zouden geregeld zijn en in de toekomst zouden rechters op basis van eerdere beslissingen recht moeten spreken. Eigen inzicht mocht niet meer worden gebruikt. Ibn Taymiyya en verschillende hanbalitische geleerden weigerden daarentegen de deuren te sluiten.
De traditionele visie van de rechtsgeleerdheid gaat uit van een dar al Islam en een dar al Harb. Fikhgeleerden gingen ervan uit dat de sharia geen rechtskracht had in een gebied dat niet onder moslimbestuur stond en waar een minderheid moslim was, iets wat slechts sporadisch voorkwam. Tegenwoordig komt dit steeds vaker voor. De fikh kent alleen een uitzonderingspositie voor moslims die tijdelijk in niet-moslimlanden verblijven.
Doordat het in de jaren '90 steeds duidelijker werd dat het verblijf van grote aantallen moslims in niet-islamitische (met name westerse) landen blijvend zou worden, zijn steeds meer geleerden van mening dat voor deze situatie een nieuw soort fikh, fikh al-aqalliyat, zou moeten worden ontwikkeld. In moslimlanden vindt deze ontwikkeling niet altijd een goed gehoor.